# Памятник Ленину (Рига)
Памятник В. И. Ленину был установлен в 1950 году в центре столицы Советской Латвии — Риге, на перекрёстке бывшей улицы Ленина и улицы Кирова (ныне Элизабетес). Демонтирован в 1991 году.
Авторы монумента: архитектор — Эрнест Шталберг, скульпторы — Вениамин Боголюбов и Владимир Ингал.

## История памятника
Бронзовую скульптуру В. И. Ленина по модели скульпторов В. Я. Боголюбова и В. И. Ингала отливали на Ленинградском ордена Трудового Красного Знамени экспериментальном заводе художественного литья «Монументскульптура» имени М. Г. Манизера.
Монумент был установлен на центральном бульваре столицы Латвии, на противоположном от Памятника Свободы конце липовой аллеи, недалеко от Христорождественского собора и административного здания, где сейчас располагается Кабинет министров Латвийской Республики.
Пьедестал был облицован «Шрокшинским кварцитом» красного цвета — материалом, применяемым только для сооружений высокого класса. Такой кварцит был применён в павильонах СССР на Всемирных выставках 1937 года (Париж) и 1939 года (Нью-Йорк), а также на станциях московского метрополитена.
Торжественное открытие памятника В. И Ленину состоялось 20 июля 1950 года, накануне десятой годовщины провозглашения Латвийской Советской Социалистической Республики (21 июля).
По заведённой советской традиции, почти на протяжении сорока лет, в дни государственных праздников и памятных дат горожане приносили цветы к подножию памятника. Цветы укладывали на широкую площадку красного гранитного пьедестала, созданного архитектором специально для таких торжественных событий.
25 августа 1991 года памятник был демонтирован. В настоящее время повреждённая при демонтаже скульптура хранится на одном из складов на окраине Риги.